# Wesmaelius lateralis
Wesmaelius lateralis är en insektsart som först beskrevs av Navás 1912.  Wesmaelius lateralis ingår i släktet Wesmaelius och familjen florsländor. Inga underarter finns listade i Catalogue of Life.